# Rapala sankakuhonis
Rapala sankakuhonis is een vlinder uit de familie van de Lycaenidae. De wetenschappelijke naam van de soort is voor het eerst geldig gepubliceerd in 1938 door Matsumura.